# اقتصاد دولي
الاقتصاد الدولي
بالإنجليزية International economics

بالفرنسية Économie internationale

الاقتصاد الدولي هو فرع من علوم الاقتصاد الذي يدرس العلاقات الاقتصادية الدولية.

## تعريف
الاقتصاد الدولي يمثل الإطار الذي يجمع المعاملات الاقتصادية بين دول العالم، فيهتم بالعلاقات التجارية بين البلدان، وتطورات أسعار الصرف والقدرة التنافسية الاقتصادية. ويسعى الاقتصاد الدولي لتوضيح الأنماط والنتائج المترتبة على المعاملات والتفاعلات بين السكان من مختلف البلدان، بما في ذلك التجارة والاستثمار وتحركات عوامل الإنتاج.

ويمكن القول انه يهتم بدراسة العولمة بمفهومها الاقتصادي.

## أهم فروع الاقتصاد الدولي

### التجارة دولية:
ممثلة ب(نظرية التجارة الدولية)
والتي تهتم بدراسة تدفقات السلع والخدمات عبر الحدود الدولية وعوامل العرض والطلب، والتكامل أو الاندماج الاقتصادي، ومتغيرات السياسة التجارية مثل معدلات الرسوم الجمركية والحصص التجارية.

### النظرية النقدية الدولية
وتهتم بالسياسات النقدية وأسعار الصرف.

### التمويل الدولي:
ويدرس تدفقات رؤوس الأموال عبر الأسواق المالية العالمية، وآثار هذه التحركات على أسعار الصرف.

## اقرأ أيضًا
- عولمة
- التكامل أو الاندماج الاقتصادي
- شركة متعددة الجنسيات